# Pteragogus guttatus
Pteragogus guttatus is een  straalvinnige vissensoort uit de familie van lipvissen (Labridae). De wetenschappelijke naam van de soort is voor het eerst geldig gepubliceerd in 1928 door Fowler & Bean.
De soort staat op de Rode Lijst van de IUCN als niet bedreigd, beoordelingsjaar 2009.